# Rudeoptræk
 For alternative betydninger, se Rude. (Se også artikler, som begynder med Rude)
Et rudeoptræk er en anordning i en bil beregnet til at åbne og lukke bilruderne. Der findes to typer, dels manuelle rudeoptræk, hvor man ved hjælp af et drejeligt håndtag forbundet med snoretræk til ruden åbner og lukker den og dels elruder, som kan åbnes og lukkes elektrisk ved hjælp af en kontakt. I dag er elruder mest almindelige i nye biler.
De første elruder blev introduceret i 1941 i henholdsvis en Lincoln og en Packard – i begge tilfælde på luksusmodeller.
Kontakterne til elruderne sidder sædvanligvis på dørene, men enkelte biler har dem siddende på det forreste panel midtpå (bl.a. nogle Saab-modeller). Der er forskel på, hvor mange af ruderne der har el-drev. Minimum er ruderne ved forsæderne, men mange modeller har også el-ruder bagi. Normalt er der mulighed for at kontrollere alle de el-drevne ruder fra førerpladsen. I de fleste tilfælde skal kontakten holdes nede, mens ruden åbnes (lukkes), men der findes også systemer, hvor et enkelt tryk åbner (lukker) ruden helt.